# Gold Digger
Gold Digger ist eine britische sechsteilige Miniserie, die von Marnie Dickens entwickelt und geschrieben wurde. In den Hauptrollen spielen Julia Ormond und Ben Barnes ein Liebespaar mit einem Altersunterschied von fast 30 Jahren. Sie wurde im Vereinigten Königreich auf BBC One ab dem 12. November 2019 wöchentlich ausgestrahlt und in Deutschland auf TVNOW am 15. November 2019 mit allen Episoden veröffentlicht.

## Handlung
An ihrem 60. Geburtstag, gerade als die Scheidung durch ist, lernt die vermögende Julia Day den charmanten Jüngling Benjamin Greene kennen und beginnt eine Beziehung mit ihm. Während ihre erwachsenen Kinder, genährt durch seine Geheimniskrämerei und finanzielle Misslage, den Verdacht hegen, dass Benjamin ein „Gold Digger“, also nur auf Julias Geld aus sei, und kaum jemand ihre Beziehung und Liebe ernst nimmt, zieht er sogar bei ihr ein und macht ihr einen Heiratsantrag. Als ihn aber seine Vergangenheit einholt und Geheimnisse enthüllt, ist Julia kurz davor, alles zu beenden; schließlich entscheidet sie sich doch noch für die Hochzeit und ist glücklich.

## Besetzung und Synchronisation

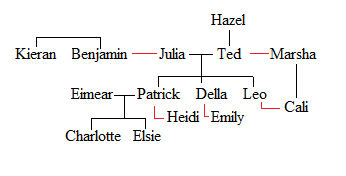
Figurenkonstellation aus Verwandtschaft und Liebschaften

Die deutschsprachige Synchronisation entstand nach Dialogbüchern von Ariane Huth und unter der Dialogregie von Judith Brandt durch die Brandtfilm GmbH in Berlin.
| Rolle            | Beschreibung                 | Darsteller          | Synchronsprecher    |
| ---------------- | ---------------------------- | ------------------- | ------------------- |
| Julia Day        | Protagonistin                | Julia Ormond        | Susanne von Medvey  |
| Benjamin Greene  | Julias Geliebter             | Ben Barnes          | Manou Lubowski      |
| Patrick Day      | Julias ältestes Kind         | Sebastian Armesto   | Bastian Sierich     |
| Della Day        | Julias mittleres Kind        | Jemima Rooper       | Britta Steffenhagen |
| Leo Day          | Julias jüngstes Kind         | Archie Renaux       | Julius Jellinek     |
| Edward „Ted“ Day | Julias Ex-Mann               | Alex Jennings       | Uwe Büschken        |
| Marsha           | Teds Affäre                  | Nikki Amuka-Bird    | Andrea Aust         |
| Cali Okello      | Marshas Tochter              | Karla-Simone Spence | Lena Rettinghaus    |
| Hazel Day        | Teds Mutter                  | Julia McKenzie      | Liane Rudolph       |
| Eimear Day       | Patricks Frau                | Yasmine Akram       | Runa Aléon          |
| Charlotte Day    | Patricks Kind                | Indica Watson       | Victoria Glück      |
| Heidi James      | Patricks Sekretärin          | Katie Clarkson-Hill | Greta Galisch       |
| Emily            | Dellas Ex-Freundin           | Maeve Dermody       | Sonja Spuhl         |
| Kieran           | Benjamins älterer Halbbruder | David Leon          | Paul Matzke         |

## Episodenliste
| Nr. | Deutscher Titel | Originaltitel | Erstausstrahlung UK | Deutschsprachige Erstveröffentlichung (D) | Regie           | Drehbuch       |
| --- | --------------- | ------------- | ------------------- | ----------------------------------------- | --------------- | -------------- |
| 1 | Ihr Junge       | Her Boy       | 12. Nov. 2019       | 15. Nov. 2019                             | Vanessa Caswill | Marnie Dickens |
| An ihrem 60. Geburtstag lernt Julia den deutlich jüngeren Benjamin kennen und datet ihn. Als sie ihn ihren Kindern vorstellt, ist insbesondere ihr Ältester Patrick dagegen. |                 |               |                     |                                           |                 |                |
| 2 | Ihre Tochter    | Her Daughter  | 19. Nov. 2019       | 15. Nov. 2019                             | Vanessa Caswill | Marnie Dickens |
| Julia und Benjamin haben einen Streit, weil er ihr seine Wohnung nicht zeigen will. Patrick und Della spionieren ihm nach und entdecken, dass bei ihm ein Räumungsbescheid vorliegt. |                 |               |                     |                                           |                 |                |
| 3 | Ihre Rivalin    | Her Rival     | 26. Nov. 2019       | 15. Nov. 2019                             | Vanessa Caswill | Marnie Dickens |
| Während Benjamin Marsha kennenlernt und sie erzählt, wie es zu ihrer Affäre mit Julias Ex-Mann Ted kam, präsentieren Patrick und Della ihrer Mutter ihren Verdacht, Benjamin würde sie betrügen. Als sie daraufhin seine Sachen verbrennt, kann er das Missverständnis aber aufklären. Später zieht er bei ihr ein und macht ihr einen Heiratsantrag. |                 |               |                     |                                           |                 |                |
| 4 | Ihr Ehemann     | Her Husband   | 3. Dez. 2019        | 15. Nov. 2019                             | David Evans     | Marnie Dickens |
| Julia verkündet ihre Verlobung beim Weihnachtsessen ihren Kindern und ohne Benjamins Wissen später auch Ted. Dieser macht darauf Marsha einen Antrag, den sie ablehnt, und plant mit seinen Kindern, die Heirat zu verhindern. Patrick drängt Julia einen Ehevertrag auf. |                 |               |                     |                                           |                 |                |
| 5 | Ihr Baby        | Her Baby      | 10. Dez. 2019       | 15. Nov. 2019                             | David Evans     | Marnie Dickens |
| An Leos 25. Geburtstag taucht überraschend Benjamins Halbbruder Kieran auf, obwohl er gesagt hatte, er sei Einzelkind. Als Leo mit Kieran ein Unternehmen gründen will, aber Julia ihm kein Startkapital gibt, zieht er zu seinem Vater. Um ihn zurückzuholen, enthüllen Patrick und Della ihm, dass sein Vater Julia geschlagen hatte. Da Benjamin sich wegen Kieran seltsam aufführt, fährt Julia am Tag vor der Hochzeit in deren Heimatort, wo sie erfährt, dass Benjamin jemanden umgebracht hatte.                       |                 |               |                     |                                           |                 |                |
| 6 | Ihre Liebe      | Her Love      | 17. Dez. 2019       | 15. Nov. 2019                             | David Evans     | Marnie Dickens |
| Um zu sehen, ob Menschen sich ändern können, konfrontiert Julia Ted mit der Frage, warum er sie geschlagen hatte, was letztlich dazu führt, dass er es erneut tut. Sie flieht im Brautkleid und bricht mit Benjamin, der sie aber findet. Er bringt sie zu Kieran, welcher erst leugnet, aber dann zugibt, dass er eigentlich der Täter war. Vor der Kirche entscheidet Julia sich trotz allem für Benjamin und heiratet ihn. Ted platzt betrunken in die Feier und blamiert sich vor seinen Kindern, die sich von ihm wenden. |                 |               |                     |                                           |                 |                |

## Produktion
Gold Digger stammt von Marnie Dickens, die 2016 bereits Thirteen – Ein gestohlenes Leben geschrieben hatte: „Ich hatte seit langem gewusst, dass ich ein Familiendrama schreiben wollte, aber dass die Matriarchin sich in einen viel jüngeren Mann verlieben würde, war der neue Einfall, der endlich eine lose Idee stabil erschienen ließ.“ Nachdem sie den Pitch geschrieben hatte, fand sie Unterstützung in Liz Kilgarriff, die Executive Producer bei Thirteen war, und holte sich grünes Licht bei BBC.
Die Hauptrollen wurden am 2. August 2018 mit Julia Ormond, für die es die erste Hauptrolle in einer britischen Fernsehserie ist, und am 20. August mit Ben Barnes besetzt. Die Dreharbeiten zu der Serie begannen um den 11. September 2018 an den Spielorten Devon und London. Zu dem Zeitpunkt wurde auch die weitere Hauptbesetzung um Julias Familie bekanntgegeben. Die Serie wurde produziert von Mainstreet Pictures und als erste Regisseurin fungierte Vanessa Caswill, die dies bereits bei Thirteen für Dickens getan hatte.

## Rezeption
Die Serie hält bei Rotten Tomatoes eine Kritikerwertung von 57 % anhand 21 Kritiken.
Nach der ersten Episode fand Ed Cumming vom Independent, der zwei von fünf Sternen vergab, die Beziehung von Julia und Benjamin nicht glaubwürdig und sieht, auch wenn die Schauspieler ihr Bestes geben, nicht viel Chemie zwischen ihnen. Wiederum fand Lucy Mangan vom Guardian, die vier von fünf Sternen vergab, die Casting Directors hätten es brillant umgesetzt, Schauspieler zu finden, denen die Zuschauer trotz des Altersunterschieds glauben, dass sie miteinander Sex haben wollen würden. Sie schreibt: „Gold Digger funktioniert wunderschön als rührselige Dramaserie, die verspricht voller Wendungen zu sein, aber auch emotionalem und psychologischem Gehalt zu sein.“
Allison Keene von Paste zieht ein gemischtes Urteil. Sie lobt die Hauptgeschichte und insbesondere Julia Ormond, aber findet den Rest nicht so gut. Sie schreibt: „Leider ist Gold Digger nie genauso gut, wenn der Fokus sich von Julia und Benjamin abwendet, und die Enthüllungen im Finale scheinen abrupt und zu einfach abgeschlossen. Im Ganzen verpasst die Miniserie eine Gelegenheit, sich wirklich in seine unkonventionelle Prämisse reinzuhängen, Benjamins und Julias Vergangenheit zu ergründen und wie ihre Erfahrungen ihre Beziehung durchdringen. Aber dennoch ist etwas Sehenswertes in der Art, wie sie Überlegungen zur Liebe und zum Altern behandelt.“

## Adaptionen
Eine italienische Adaption der Serie unter dem Titel Inganno wurde 2023 durch den Regisseur Pappi Corsicato an der Amalfiküste gedreht. Die 60-jährige Frau wird darin von Monica Guerritore gespielt und ihr junger Geliebter von Giacomo Gianniotti. Die Miniserie erschien am 9. Oktober 2024 auf Netflix; in Deutschland als Betrügerische Liebe.
Auch eine indische Adaption ist angekündigt.